# Cadiz (Ohio)
Cadiz ist ein Village in und Verwaltungssitz von Harrison County im US-Bundesstaat Ohio.

## Lage
Der Ort liegt bei den Koordinaten 40° 15' 51.77" Nord und 80° 59' 52.91" West auf einer Höhe von 355 Metern über dem Meeresspiegel. Die 23,16 km² große Fläche des Gebietes setzt sich zusammen aus 22,74 km² Land- und 0,42 km² Wasserfläche.

## Geschichte

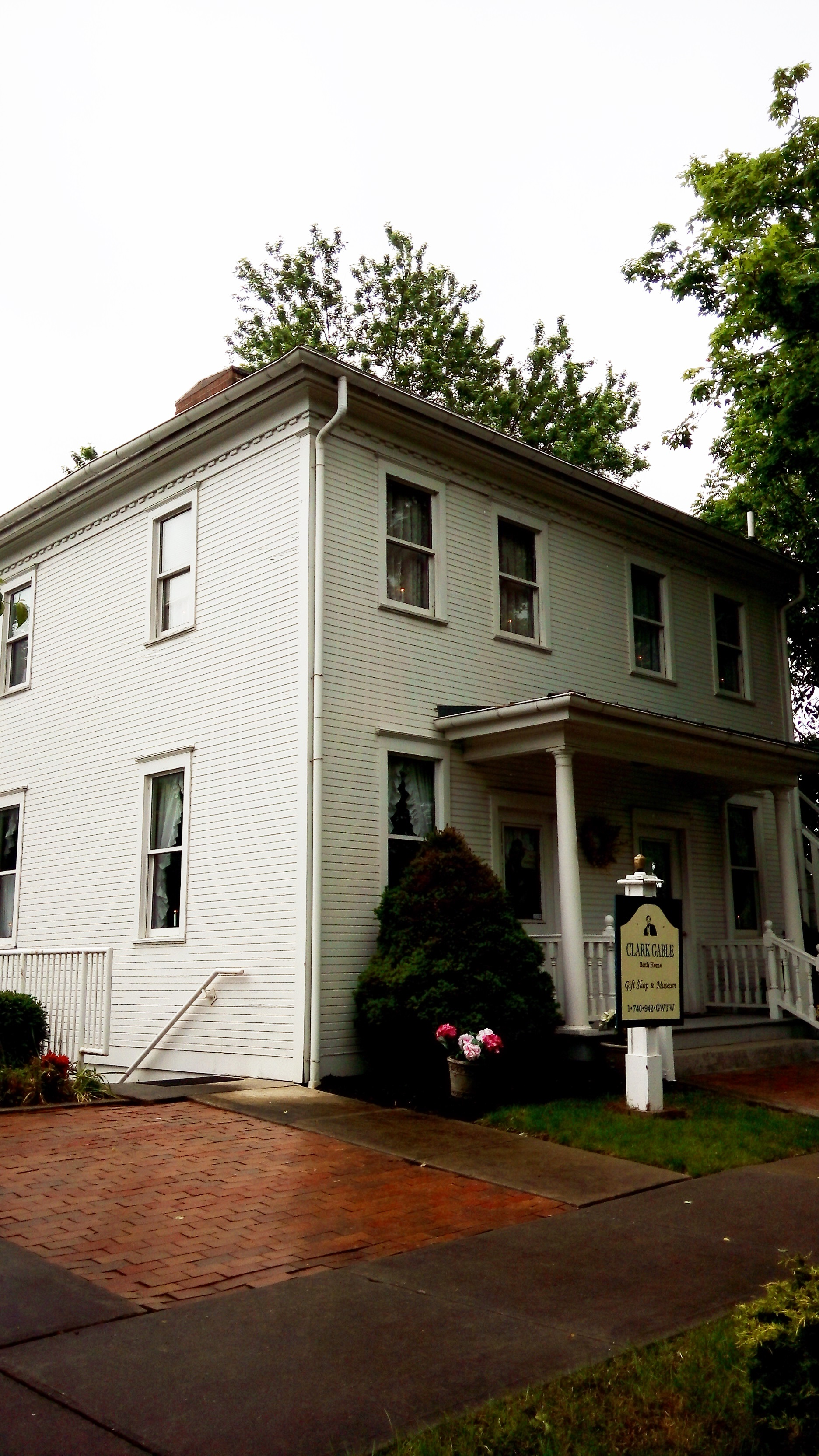
Geburtshaus von Clark Gable

Die Siedlung Cadiz wurde 1803 gegründet und erhielt ihren Namen von den zahlreichen spanischstämmigen Siedlern nach der spanischen Atlantikhafenstadt Cádiz in Andalusien.
1813 wurde sie zum County Seat des Harrison County. Im Jahr 1846 hatte der Ort 1028 Einwohner, um 1880 waren es 2000 und heute sind es über 3300 (2012). Spanischstämmige Bürger machen heute nur noch 3,5 % der Bevölkerung aus.
Der Schauspieler Clark Gable wurde 1901 in Cadiz geboren.

## Wirtschaft
Die Siedlung war zunächst landwirtschaftlich orientiert. 1889 wurde ein kleines Ölfeld erschlossen. Das 20. Jahrhundert hindurch stellte der Kohleabbau die tragende wirtschaftliche Funktion des Ortes sicher.
Seit 2012 wird Erdgas gefördert, das mit einer Pipeline bis nach Mont Belvieu in Texas geleitet wird.

## Verkehr
Bei Cadiz kreuzen sich die US-22 und die US-250. Der Interstate 70 verläuft etwa 20 Kilometer südlich.  In Cadiz endet eine Stichstrecke der Eisenbahn. Im Süden des Ortes liegt der Harrison County Airport.

## Söhne und Töchter der Stadt
- William R. Sapp (1804–1875), Politiker
- Thomas Tipton (1817–1899), Politiker
- Robert Crozier (1827–1895), Jurist und Politiker
- David P. Thompson (1834–1901), Politiker
- Charles S. Dewey (1880–1980), Politiker
- Clark Gable (1901–1960), Schauspieler
- Francis J. Love (1901–1989), Politiker